# 837
Раннє Середньовіччя •  Епоха вікінгів •  Золота доба ісламу •  Реконкіста

## Геополітична ситуація
У Східній Римській імперії триває правління Феофіла. У Франкському королівстві править імператор Людовик Благочестивий. Північ Італії належить Каролінзькій імперії, Рим і Равенна під управлінням Папи Римського, герцогства на південь від Римської області незалежні, деякі області на півночі та на півдні належать Візантії. Піренейський півострів, окрім Королівства Астурія, займає Кордовський емірат. Вессекс підпорядкував собі більшу частину Англії. Існують слов'янські держави: Перше Болгарське царство, Велика Моравія.
Аббасидський халіфат очолив аль-Мутасім. У Китаї править династія Тан. Велика частина Індії під контролем імперії Пала. В Японії триває період Хей'ан. Хозарський каганат підпорядкував собі кочові народи на великій степовій території між Азовським морем та Аралом. Територію на північ від Китаю займає Уйгурський каганат.
На території лісостепової України в IX столітті літописці згадують слов'янські племена білих хорватів, бужан, волинян, деревлян, дулібів, полян, сіверян, тиверців, уличів. У Північному Причорномор'ї співіснують різні кочові племена, зокрема булгари, хозари, алани, тюрки, угри, кримські готи. Херсонес Таврійський належить Візантії.

## Події
- Придушено повстання Бабека.
- Каролінзький імператор Людовик Благочестивий зробив новий поділ імперії, виділивши своєму наймолодшому сину Карлу землі між Сеною й Маасом та Фризію.
- Дани напали на Фризію, але потім франкські війська відігнали їх назад.
- Вікінг Тургейс прибув в Ірландію.
- Візантійський василевс Феофіл провів успішну кампанію проти арабів, добрався до Євфрату, розграбував місто Самосату.
- Угри добралися до гирла Дунаю[1].
- У Китаї конфуціанський канон вигравійовано на камені, що дозволяє робити численні відбитки[2].

## Виноски
1. ↑  Éric Limousin 100 Fiches d'histoire du Moyen Age: Byzance et le monde musulman. Editions Bréal, 2005 (ISBN 978-2-7495-0558-9)
2. ↑   13. Jean Duché L'histoire du monde, Volume 2 [archive] Flammarion, 1966